# Ботанічний (Паньківський) (струмок)
Ботанічний (Паньківський) — струмок (мала річка) у Києві, в місцевості Паньківщина, ліва притока Либеді.

## Опис
Протяжність струмка — близько 1,2 км.
Починається у верхній частині Ботанічного саду імені Фоміна (має 2 витоки у формі старовинних цегляних колекторів, найдальший з яких можна побачити біля доріжки, що відділяє Ботанічний сад від території Університету); далі протікає вниз ботанічним садом у природному руслі. Неподалік (десь за 150 метрів) від виходу з ботанічного саду до стику вулиць Гетьмана Павла Скоропадського та Назарівської струмок зникає у колекторі, яким і протікає аж до впадіння у Либідь під вулицею Гетьмана Павла Скоропадського (утім, його можна почути-якщо стояти на зупинці громадського транспорту «вул. Гетьмана Павла Скоропадського» в бік Солом'янки, зі зливостоків можна почути дзюркіт води — це і є Ботанічний струмок).
Впадає у Либідь під автомобільними мостом поруч із ТЕЦ-3.
У спекотну або малодощову пору року часто пересихає, особливо у верхів'ях.